# جون كاري (سياسي)
جون كاري (بالإنجليزية: John Carey)‏ هو سياسي أسترالي، ولد في 11 يوليو 1974 في برث في أستراليا. حزبياً، نشط في حزب العمال الأسترالي. وقد انتخب عضو الجمعية التشريعية لأستراليا الغربية عن دائرة Electoral district of Perth ‏ (11 مارس 2017 – ).